# Montaje (delito)
Un montaje es un delito[cita requerida] en el que se acusa a una persona inocente de algún delito que no ha cometido mediante la falsificación de pruebas o testimonio con tal de que el acusado sea declarado culpable. En Estados Unidos este término se conoce como frameup.

## Características
A menudo, la persona que culpa a la otra es en realidad el perpetrador de la fechoría. También puede tratarse de un intento de forzar la aplicación de la ley por encima del respeto al debido proceso y a las garantías legales de las personas. Algunas motivaciones comunes son la persecución de los disidentes políticos o "corregir" aquellos vistos como errores de la corte. Algunos infractores intentarán alegar que son acusados falsamente como una estrategia de defensa. Los montajes producidos mediante disputas laborales atraen la atención de la opinión pública sin importar de que bando estén.
Durante una huelga en Lawrence, Massachusetts, la policía, actuando con base en una pista que alguien dio, descubrió la dinamita, y acusó a la unión de tenencia de explosivos. La prensa nacional se hizo eco de la noticia y lanzó una campaña para desprestigiar al movimiento. Más tarde, la policía confesó que la dinamita fue enviado envuelto a la sede de una revista del hijo del anterior alcalde. Aquel hombre recibía, sin justificar, pagos a través de sus empleados. Una vez expuesto, la conspiración dio un vuelco, y la unión volvió a ganarse la simpatía de la opinión pública.
A menudo, los montajes forman parte de múltiples teorías de conspiración. Por ejemplo, hubo acusaciones contra el servicio postal de Estados Unidos en los ataques con carbunco en 2001.